# Saint-Benin-d'Azy
Saint-Benin-d'Azy is een gemeente in het Franse departement Nièvre (regio Bourgogne-Franche-Comté). De plaats maakt deel uit van het arrondissement Nevers. Saint-Benin-d'Azy telde op 1 januari 2022 1.257 inwoners.

## Geografie
De oppervlakte van Saint-Benin-d'Azy bedroeg op 1 januari 2022 35,8 vierkante kilometer; de bevolkingsdichtheid was toen 35,1 inwoners per km².

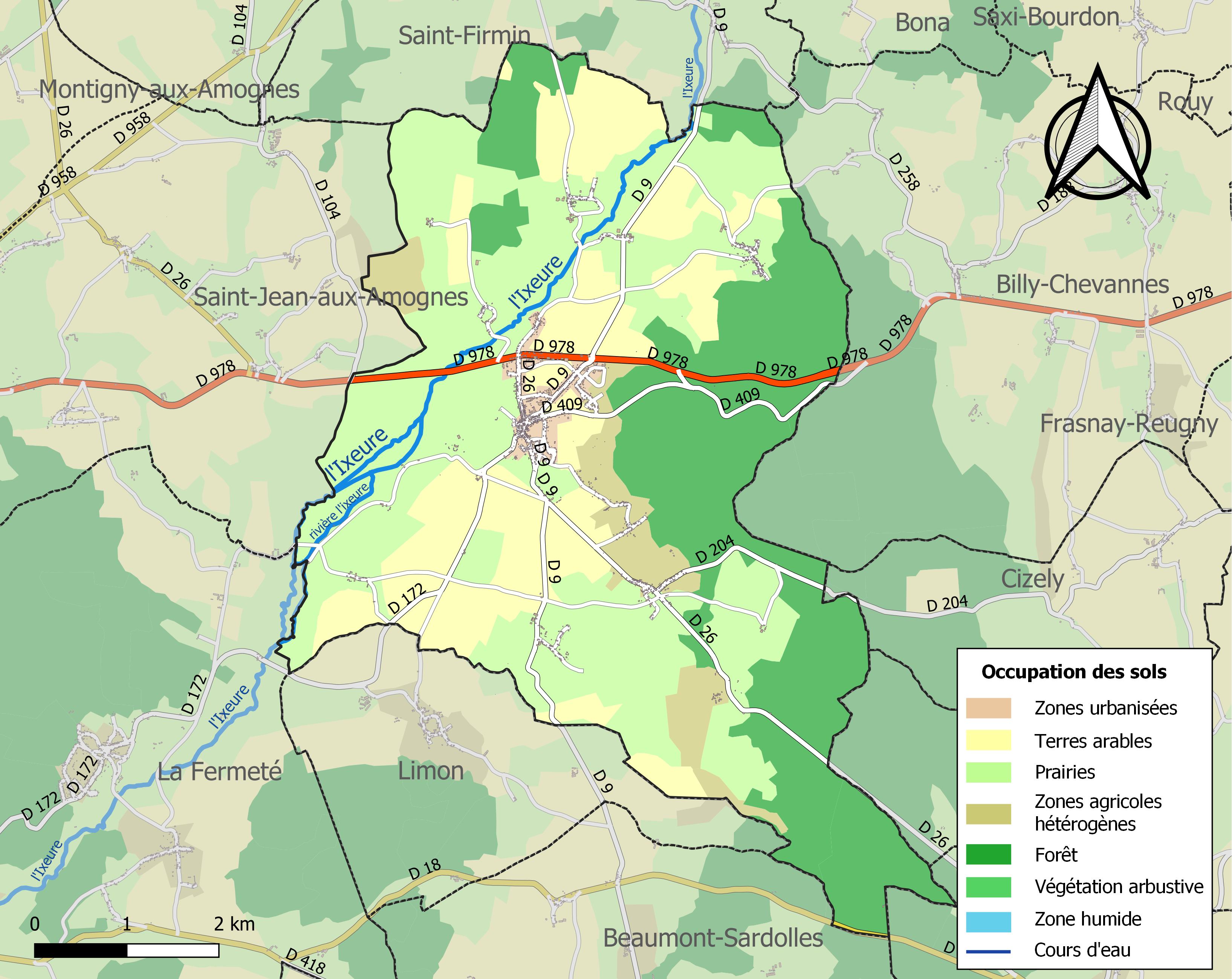
Kaart van de gemeente met de belangrijkste infrastructuur, bodemgebruik en omliggende gemeenten

## Demografie
Onderstaande figuur toont het verloop van het inwonertal (bron: INSEE-tellingen).